# Малаика (Долж)
Малаика (рум. Malaica) насеље је у Румунији у округу Долж у општини Черат. Oпштина се налази на надморској висини од 65 m.

## Становништво
Према подацима из 2011. године у насељу је живело 48 становника.